# Marieta Adam Chiper
Marieta Adam Chiper (n. 18 martie 1945, București, România) este un istoric român.

## Viața și activitatea
A fost arhivist, muzeograf și documentarist, iar din 1969 cercetător științific la Institutul de Istorie „Nicolae Iorga”. A fost preocupată de istoria medievală, fiind cunoscătoare a paleografiei slave și chirilice. A contribuit la editarea unor ediții de documente și la studiul însemnărilor de pe cărți și manuscrise vechi.

## Opera
Colaborator la:
- Documenta Romaniae Historica. B. Țara Românească. Vol. 3, București, 1975.
- Documenta Romaniae Historica. B. Țara Românească. Vol. 11, București, 1975.

Autor:
- Marieta Adam Chiper, Vechi însemnări românești ca izvor istoric, București, Silex, 1996.